# 21818 Yurkanin
A 21818 Yurkanin (ideiglenes jelöléssel 1999 TJ32) a Naprendszer kisbolygóövében található aszteroida. A LINEAR projekt keretében fedezték fel 1999. október 4-én.